# Eucereon costulatum
Eucereon costulatum är en fjärilsart som beskrevs av Druce 1884. Eucereon costulatum ingår i släktet Eucereon och familjen björnspinnare. Inga underarter finns listade i Catalogue of Life.